# Mouza

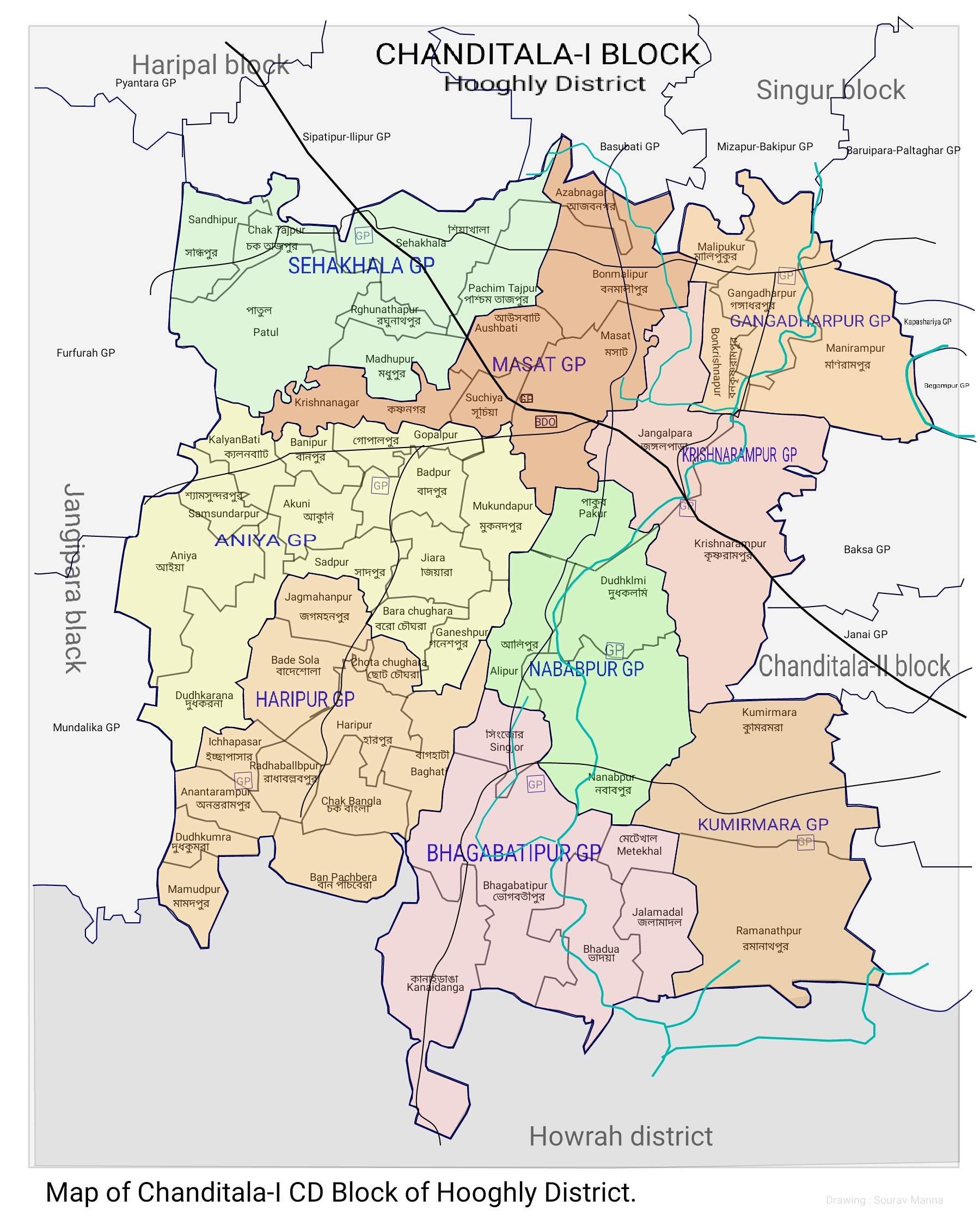
Bloque CHANDITALA-I de la India, correspondiente a un Mouza.

Una mouza o mauza (মৌজা), en Bangladés, Pakistán y partes de la India, es un tipo de distrito administrativo que corresponde a un área de tierra específica dentro de la que puede haber uno o más asentamientos rurales o basatis. Durante el Imperio mogol y hasta el siglo XX, el término se refería a la unidad menor de recaudación de ingresos en una pargana o distrito de recaudación, donde una pargana constaba de varias mouzas.
El sistema de mouzas en el subcontinente indio podría compararse con el sistema de dominio señorial o manor en Europa. El jefe de una mouza podía ser un mustajir, pradhan o mulraiyat que serían equivalentes al señor del dominio en el sistema señorial.
A medida que la población aumentó y las aldeas se hicieron más comunes y desarrolladas, el concepto de mouza perdió importancia. Hoy en día se ha convertido principalmente en sinónimo de grams (aldeas) o pallis. Para los habitantes de los asentamientos y los recaudadores de ingresos, los términos tenían dos significados distintos. Mouza era la expresión geográfica de una unidad de tierra para la liquidación y recaudación de ingresos, mientras que la aldea era un asentamiento humano dentro de una mouza con un fuerte vínculo social. Por tanto, dentro de una mouza podría haber más de una aldea y, al mismo tiempo, podría haber incluso una aldea perteneciente a dos mouzas contiguas.
En los estudios catastrales de los distritos de Bengala se utilizó la mouza como la unidad de ingresos menor, pero ahora, las listas de votantes, por ejemplo, utilizan los nombres de las aldeas en lugar de las mouzas. Sin embargo, en los documentos de asentamientos el término mouza todavía sigue existiendo.